# Decize
Decize ist eine französische Stadt mit 5025 Einwohnern (Stand 1. Januar 2022) im Département Nièvre in der Region Bourgogne-Franche-Comté. Sie gehört zum Arrondissement Nevers und zum Kanton Decize.

## Geografie
Die Stadt liegt am Fluss Loire, an der Einmündung des rechten Nebenflusses Aron. Unmittelbar daneben mündet auch der Canal du Nivernais, der von Auxerre ausgehend die Morvan-Berge überwunden hat. Nach Überquerung der hier auf etwa zwei Kilometer schiffbaren Loire finden Wasserfahrzeuge Anschluss an den südlich der Loire verlaufenden Canal latéral à la Loire (deutsch: Loire-Seitenkanal).

## Geschichte
Ursprünglich war Decetia der Name eines gallo-römischen Oppidums der keltischen Haeduer, das schon von Cäsar in seinen Kommentaren erwähnt wurde. Wegen seiner günstigen Verkehrslage wurde das spätere Decize zu einem frequentierten Handelsplatz.

## Bevölkerungsentwicklung
| Jahr                       | 1962 | 1968 | 1975 | 1982 | 1990 | 1999 | 2006 | 2013 | 2019 |
| -------------------------- | ---- | ---- | ---- | ---- | ---- | ---- | ---- | ---- | ---- |
| Einwohner                  | 6594 | 7175 | 7528 | 7437 | 6876 | 6456 | 5975 | 5689 | 5233 |
| Quellen: Cassini und INSEE |      |      |      |      |      |      |      |      |      |

## Wirtschaft und Infrastruktur

### Werk SumiRiko
Am Canal du Nivernais erstreckt sich ein Werk des Maschinenbauers SumiRiko.

### Verkehr
Decize verfügt über einen Bahnhof an der Bahnstrecke Nevers–Chagny und wird im Regionalverkehr durch TER-Züge bedient.

## Sehenswürdigkeiten
- Burgruine der Grafen von Nevers
- Mauerreste der Stadtbefestigung
- Kirche Saint-Aré aus dem 11. und 12. Jahrhundert mit sehenswerter Krypta aus dem 7. Jahrhundert
- Ehemaliges Minimiten-Kloster

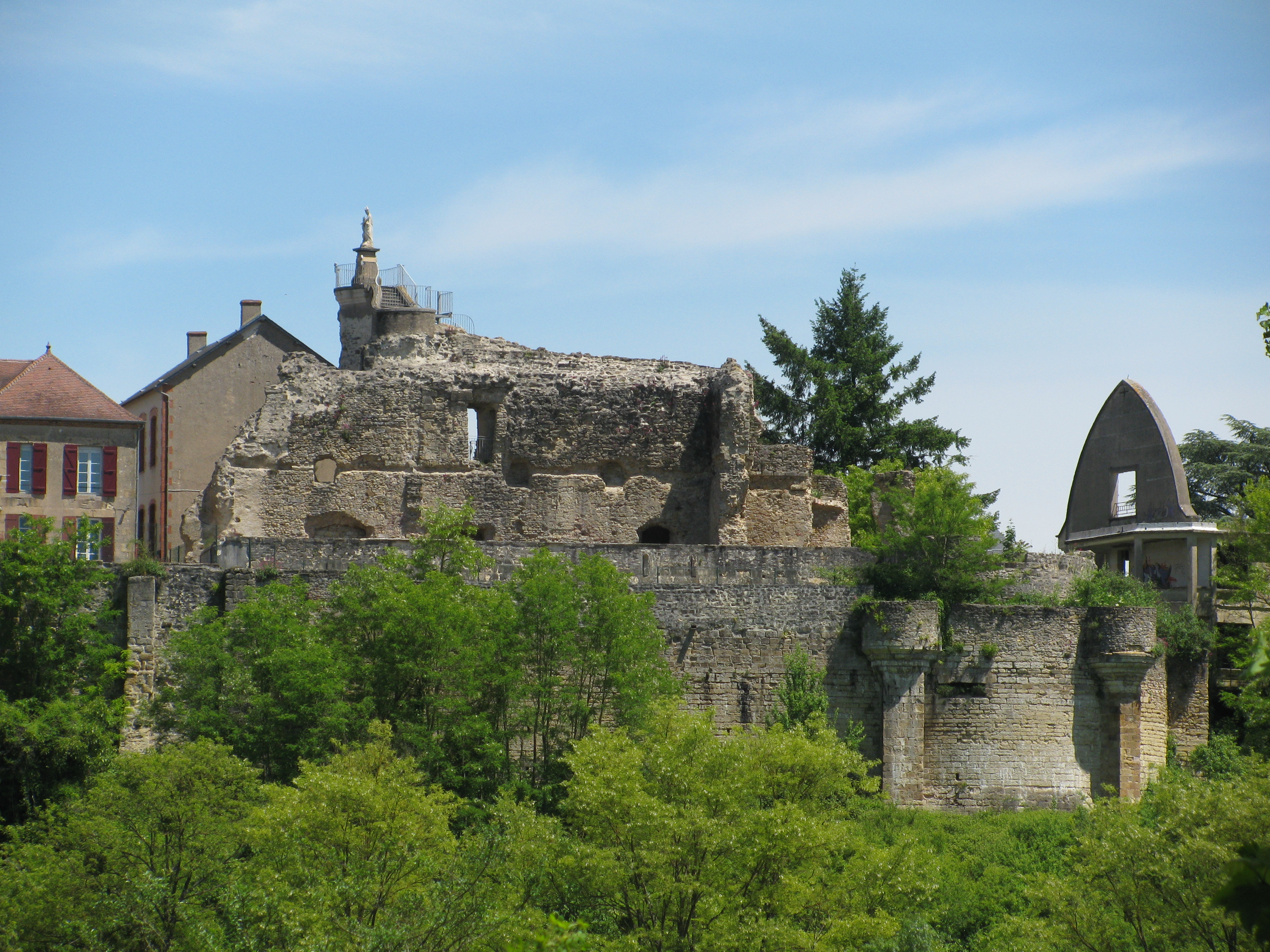
Überreste der Burg
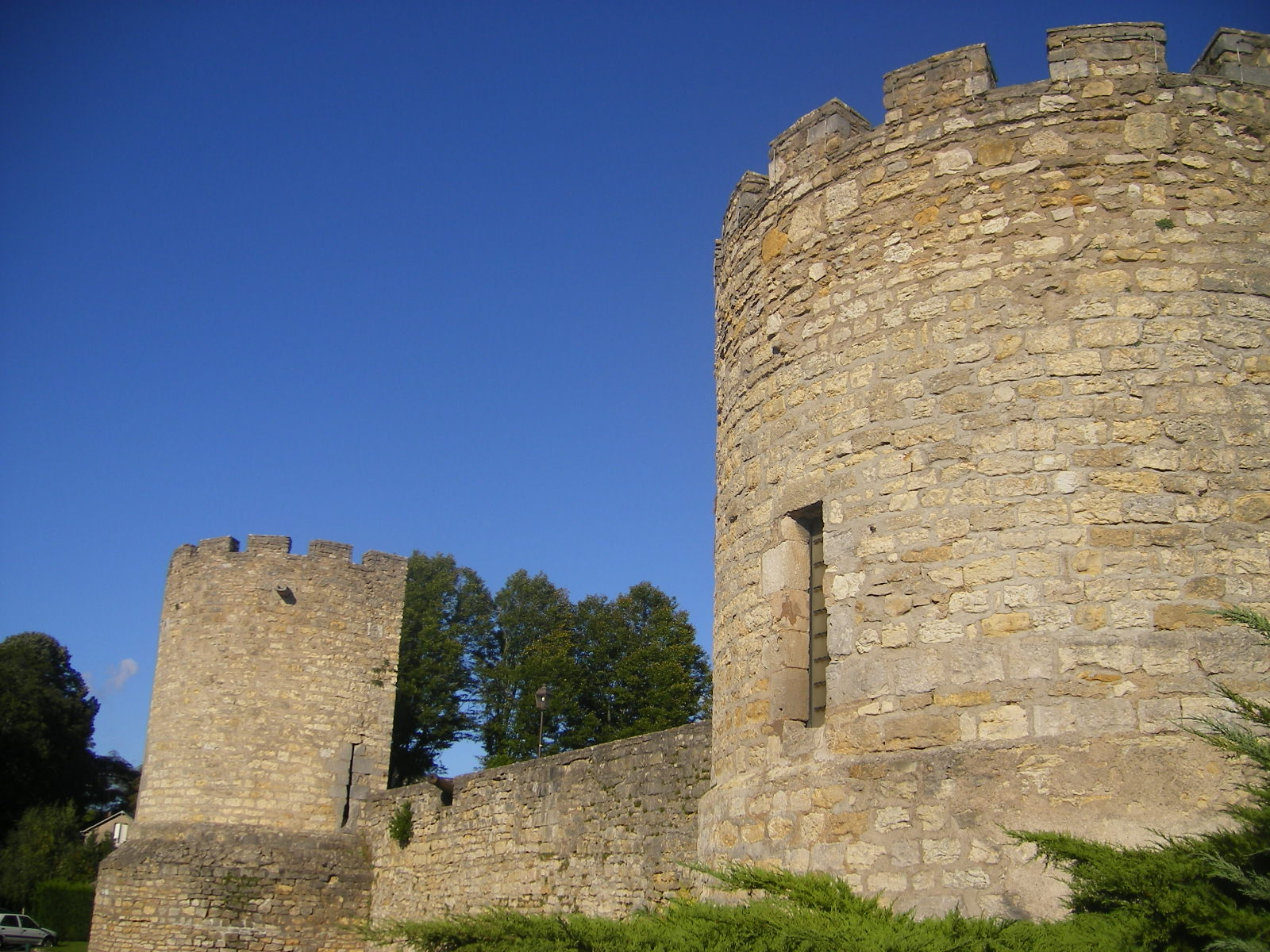
Reste der Stadtbefestigung
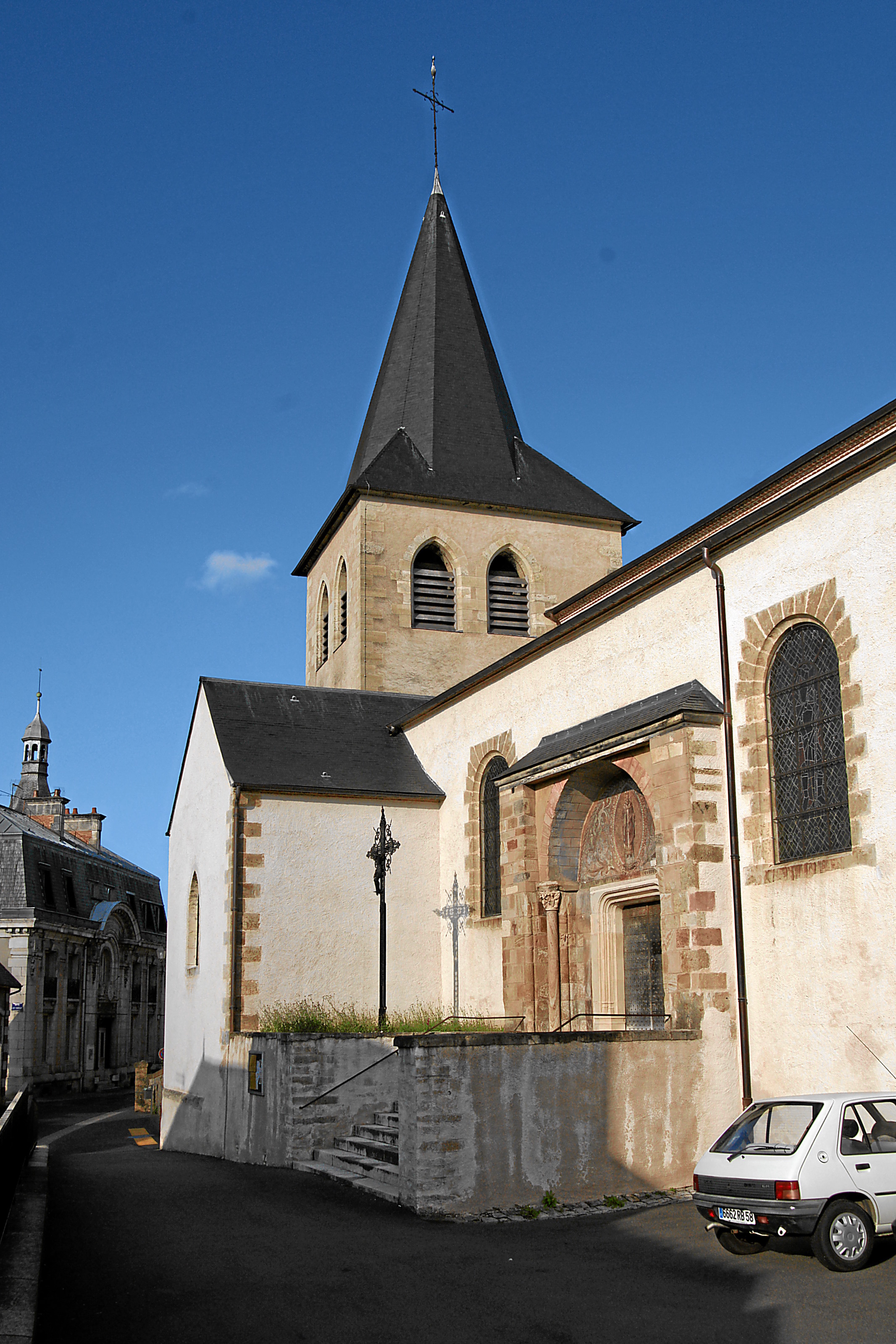
Kirche Saint-Aré
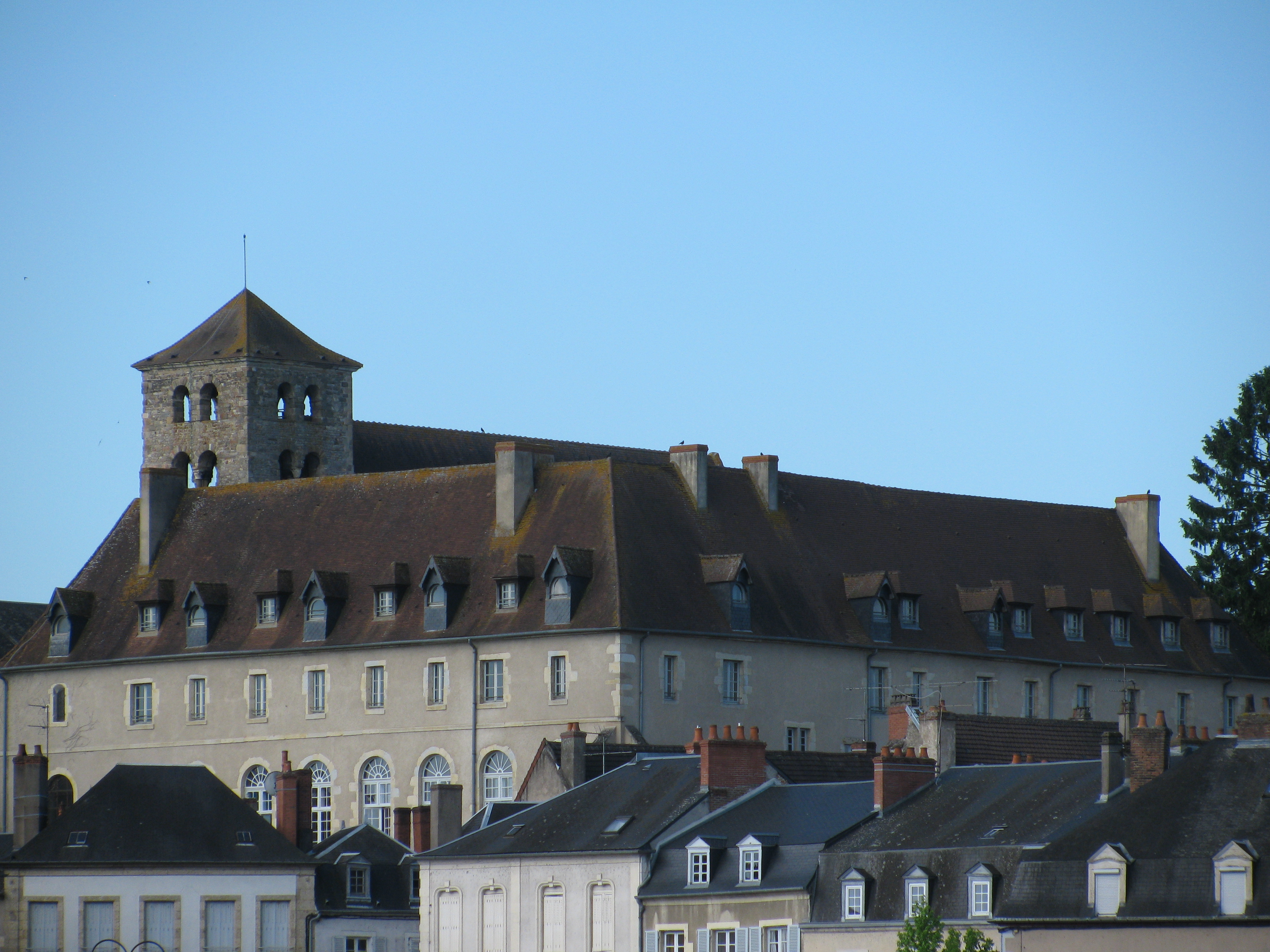
Ehemaliges Minimiten-Kloster
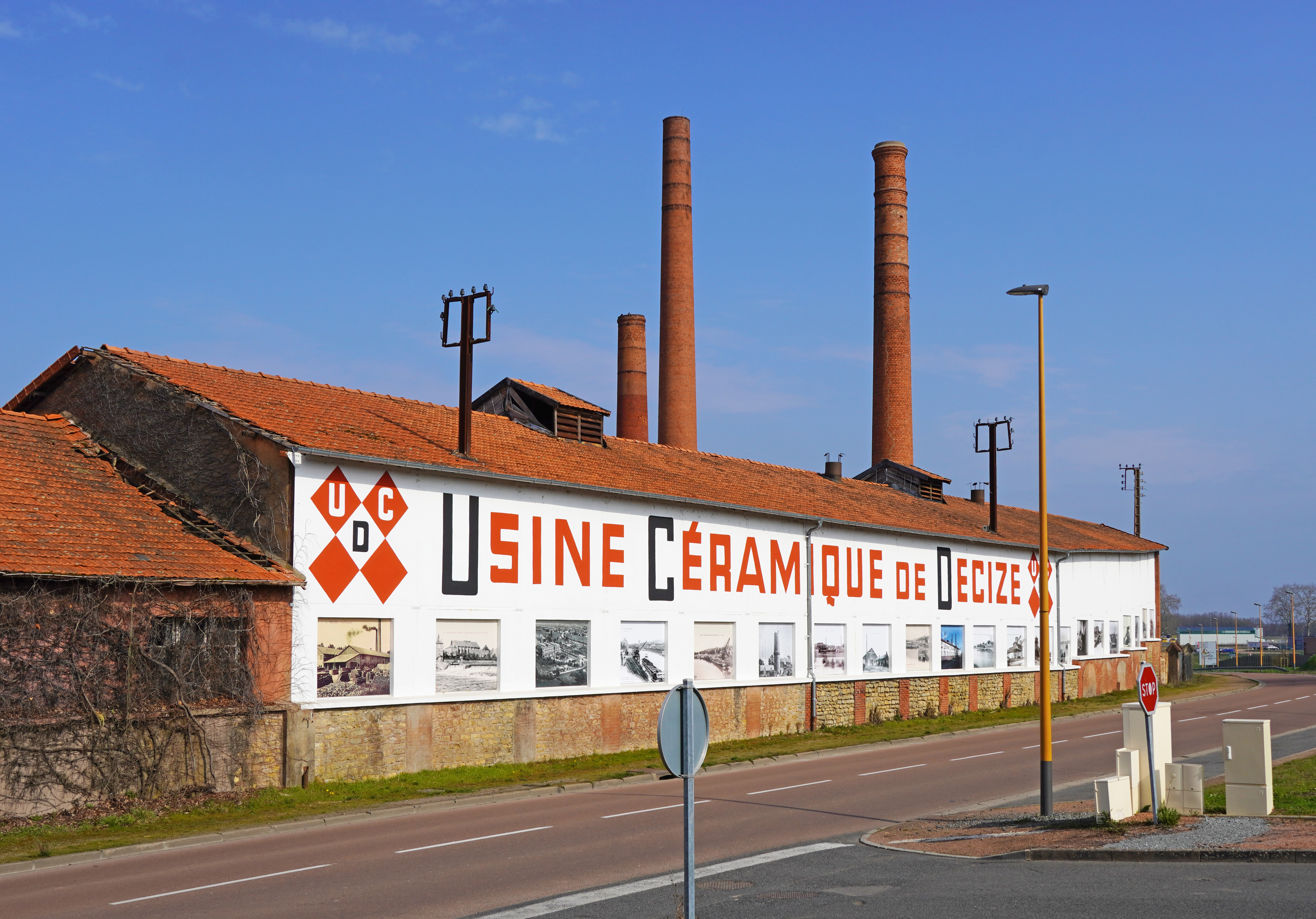
Keramikfabrik
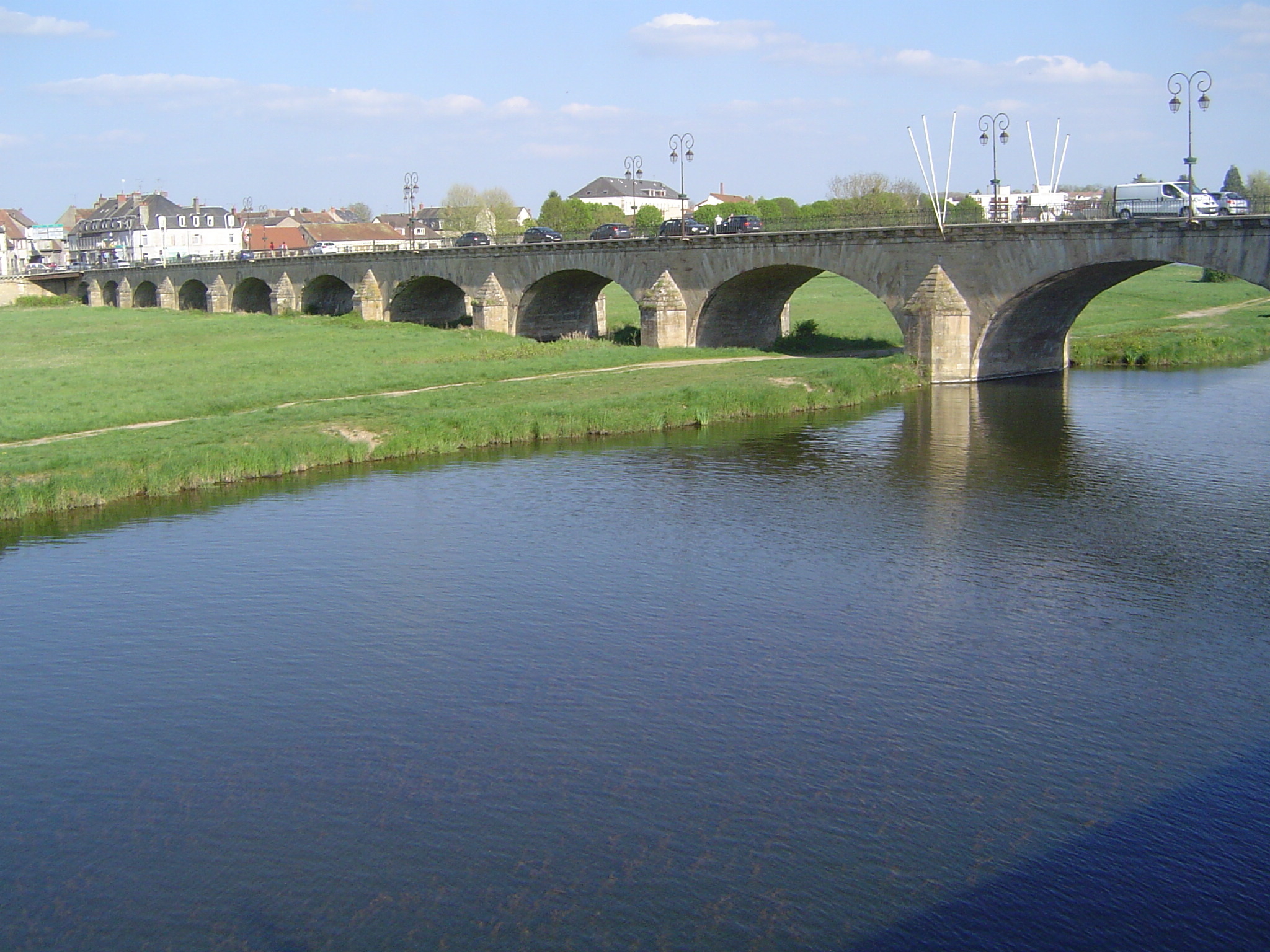
Loirebrücke
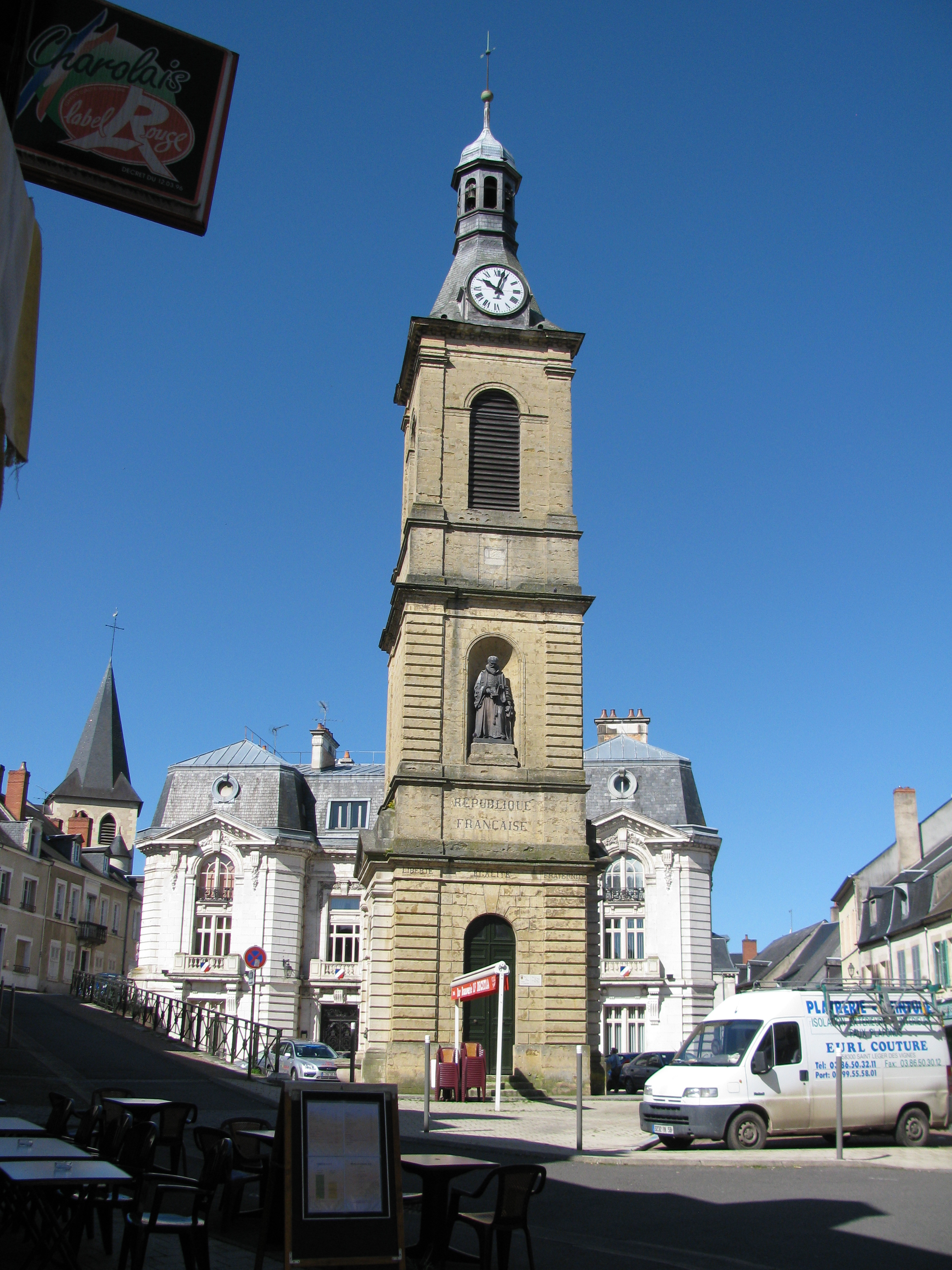
Uhrturm, auch Tour-Guy-Coquille genannt

## Persönlichkeiten
- Claude-François Lizarde de Radonvilliers (1710–1789), französischer Grammatiker und Mitglied der Académie française
- Louis Antoine de Saint-Just (1767–1794), französischer Schriftsteller und Revolutionär
- Hector Hanoteau (1823–1890), französischer Maler
- Joseph Magnan (1896–1976), Offizier
- Antoine Reboulot (1914–2002), Organist
- Robert Lamartine (1935–1990), französischer Fußballspieler
- Marguerite Monnot (1903–1961), französische (Chanson-)Komponistin und Pianistin
- Maurice Genevoix (1890–1980), französischer Schriftsteller

## Partnerstadt
- Betzdorf in Rheinland-Pfalz, Deutschland, seit 1965.